# کایل ریس
کایل ریس (به انگلیسی: Kyle Reese)نام یکی از شخصیت‌های مجموعه فیلم‌های نابودگر می‌باشد که توسط جیمز کامرون ساخته شده‌است. او رابطه عاطفی با سارا کانر داشت و از او یک فرزند با نام جان کانر دارد. اولین حضور این شخصیت در نابودگر ساخته جیمز کامرون است.
کایل سرباز نیروی مقاومت انسان‌ها می‌باشد. وی در فیلم اول داوطلب می‌شود که از آینده به گذشته برود و از سارا کانر در برابر نابودگر محافظت کند. کایل اعتراف می‌کند که از همان ابتدا به سارا علاقه‌مند بوده‌است. سارا نیز کم‌کم به کایل علاقه‌مند می‌شود اما رابطه آن‌ها با مرگ کایل پایان میابد.
ایفاگران شخصیت او مایکل بین در نابودگر، نابودگر۲ و تی ۲سه بعدی نبرد در میان زمان، جاناتان جکسون در سریال نابودگر: ماجراهای سارا کانر، آنتون یلچین در رستگاری نابودگر و جای کورتنی در نابودگر جنسیس می‌باشند.

## حضور در فیلم‌ها

### نابودگر ۱۹۸۴
در این فیلم کایل ریس (با بازی مایکل بین) از آینده برای محافظت از سارا کانر (با بازی لیندا همیلتون) در برابر نابودگر (با بازی آرنولد شوارتزنگر)از طرف نیروی محافظت انسان‌ها به گذشته سفر می‌کند زیرا سارا کانر مادر جان کانر رهبر نیروی مقاومت انسان‌ها در آینده است. کایل در راه محافظت از سارا جان خود را از دست می‌دهد. اما در آخر سارا کانر را درحالی که از کایل جان کانر را حامله است می‌بینیم.

### نابودگر ۲:روز رستاخیز ۱۹۹۱
دوباره نقش کایل ریس را مایکل بین بازی کرد اما برخلاف قسمت قبل که کایل جزو شخصیت‌های اصلی داستان بود، در این فیلم یک شخصیت فرعی است که فقط در یک سکانس آن هم در ذهن سارا کانر(لیندا همیلتون)حضور دارد.

### رستگاری نابودگر ۲۰۰۹

این بار آنتون یلچین نقش کایل را در نوجوانی ایفا کرد. فرماندهان مقاومت از هویت کایل بی‌خبرند ولی جان کانر (با بازی کریستین بیل)می‌داند که او پدر آینده خود او است.

### نابودگر جنسیس (پیدایش) ۲۰۱۵

در این فیلم جای کورتنی نقش کایل ریس را عهده‌دار شد. مانند فیلم اول کایل برای حفاظت از سارا کانر (اینبار با بازی امیلیا کلارک) به گذشته سفر می‌کند اما اینبار با وقایع جدیدی روبه رو می‌شود. اینکه نابودگری به نام پاپز(آرنولد شوارتزنگر)در کودکی سارا به گذشته سفر کرده‌است و سارا کاملاً برای مقابله با نابودگرها آماده است. اما اسکای نت جان کانر را به یک نابودگر تبدیل می‌کند و کایل و سارا و پاپز در نهایت جان کانر را نابود می‌کنند.

### نابودگر سرنوشت تاریک ۲۰۱۹
تیم میلر اظهار داشت که ریس دیگر در جدول زمانی تغییر یافته که در فیلم نابودگر: سرنوشت تاریک به تصویر کشیده شده‌است، وجود ندارد. در این فیلم، یک سرباز از آینده به نام گریس (ایفا شده توسط مکنزی دیویس) به گذشته فرستاده می‌شود تا از دانیلا راموس (ناتالیا ریس) - رهبر آینده مقاومت بشر و مادر فرزندخوانده خود - محافظت کند و از یک نابودگر جدید به نام رو-۹ استفاده کند. در واقع نقش محافظ گریس مشابه کایل در فیلم اصلی نابودگر است. در این فیلم، گریس پیامی به دنیلا می‌دهد، «سرنوشتی جز آنچه برای خودمان درست نمی‌کنیم وجود دارد»، همان پیامی که ریس به سارا داد.

## حضور در سریال

### نابودگر: ماجراهای سارا کانر

در این سریال جاناتان جکسون این نقش را ایفا می‌کند، او یک برادر بزرگتر به نام درک دارد که یکی از شخصیت‌های اصلی سریال است. او همچنین از آینده سرباز مقاومت است.

## بازی ویدئویی

### نابودگر: سحر سرنوشت
کایل ریس در بازی ویدیویی با نام نابودگر: سحر سرنوشت که توسط Paradigm Entertainment ساخته شده‌است، ظاهر می‌شود و پیش از وقایع فیلم اول قرار دارد. صدای او جولیو سزار سدیلو گفته شده‌است.

### نابودگر جنسیس: جنگ آینده
کایل ریس در بازی ویدیویی استراتژی MMO موبایل، نابودگر جنسیس: جنگ آینده ظاهر می‌شود که توسط Plarium ایجاد شده‌است. وقایع بازی در جدول زمانی بعدی، پسا آخرالزمانی از نابودگر: جنسیس اتفاق می‌افتد، جایی که یک کایل قدیمی تر به جای جان کانر رهبر جنبش مقاومت در برابر اسکای نت می‌شود.

## واکنش‌ها

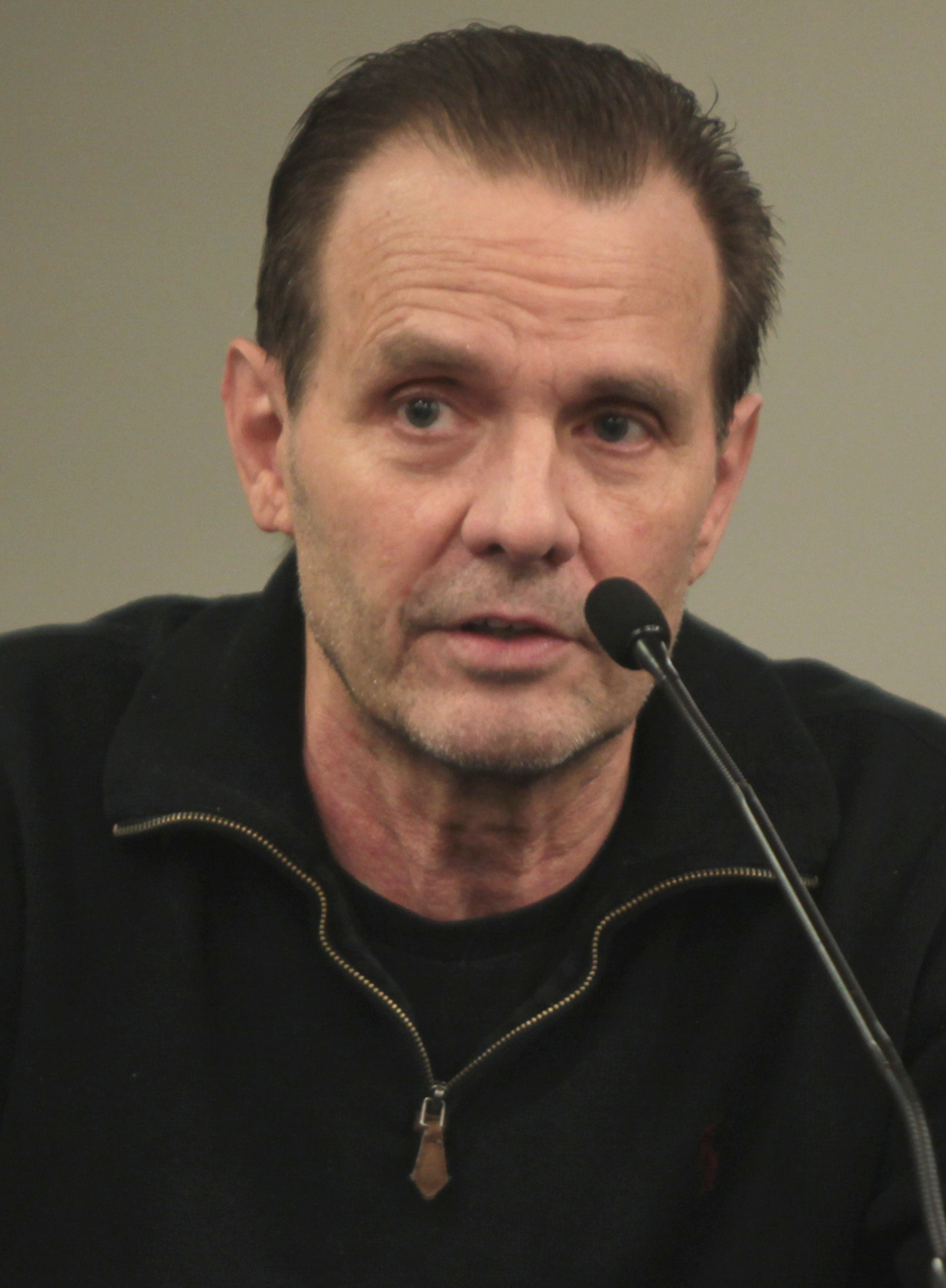
مایکل بین در سال 2014

عملکرد مایکل بین با استقبال مثبت منتقدین روبرو شد و علی‌رغم ماهیت سریع فیلم اول جیمز کامرون برجسته شد و برای ایفای نقش قهرمانانه «غیر منتظره حساس»، توانایی او در توسعه هسته زخمی و تمایل ریس را برجسته کرد.
عملکرد آنتون یلچین نیز مورد تحسین قرار گرفت به عنوان «روحیه» و «سلاح مخفی» نجات توصیف شد.
با این حال، جای کورتنی به‌طور جهانی اشتباه تلقی می‌شد، در مقایسه با کایلی «لاغر، چشم روشن و بسیار شیرین» بیژن توصیف شد. همچنین انتقاد از بازیگری کورتنی، فقدان کاریزما و بیش از حد بدنی برای بازیگر نقش شخصیتی که قرار بود در یک زباله هسته ای بزرگ شده باشد، بازی کرده‌است.